# 阿爾博雷鄉

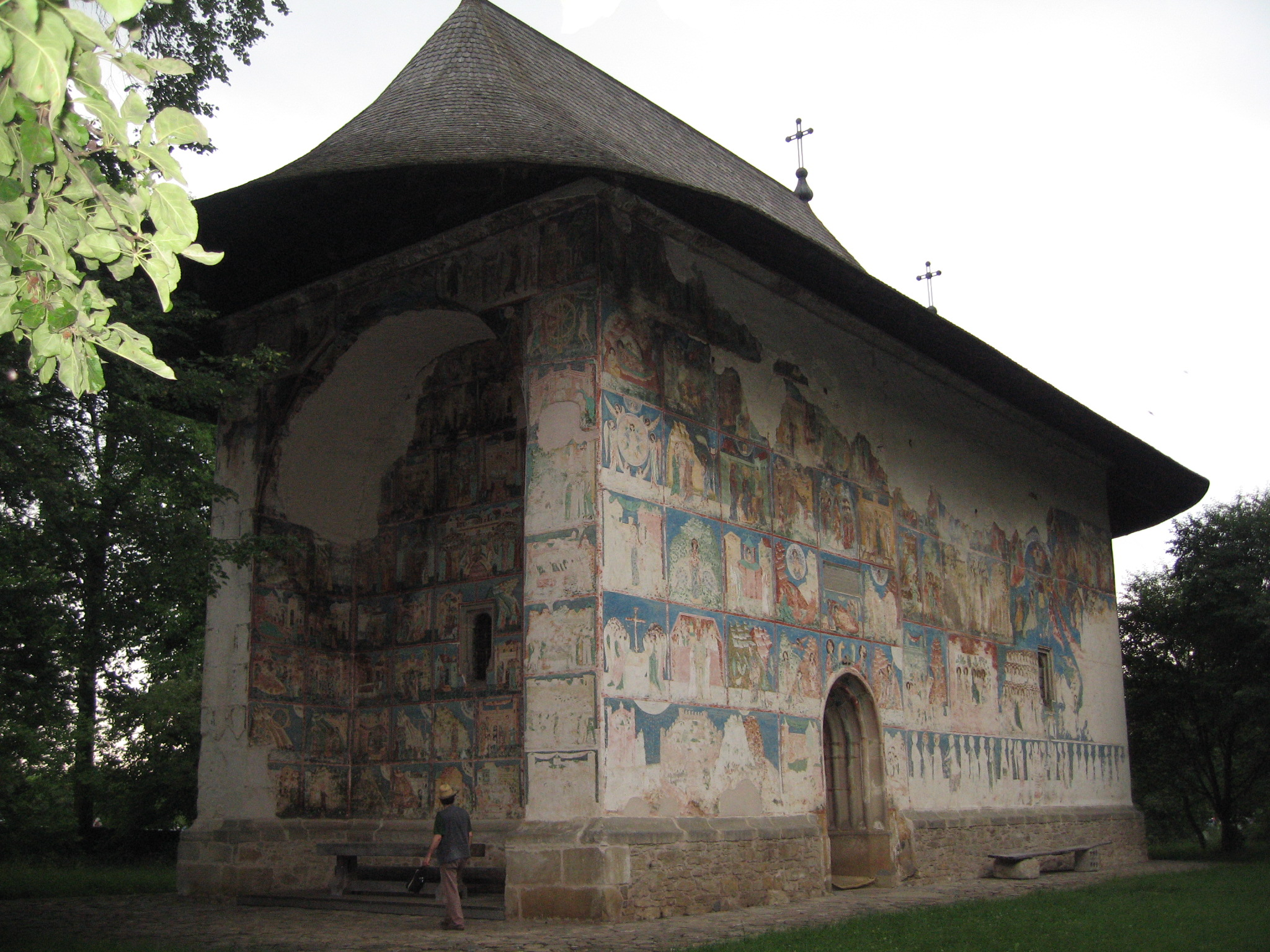

47°44′N 25°56′E / 47.733°N 25.933°E
阿爾博雷鄉（羅馬尼亞語：Comuna Arbore, Suceava），是羅馬尼亞的鄉份，位於該國東北部，由蘇恰瓦縣負責管轄，面積66平方公里，海拔高度369米，2007年人口7,191，人口密度每平方公里109人。